# Shu Han
Shu Han lub Shu – chińskie państwo epoki Trzech Królestw, ze stolicą w Chengdu, istniejące w latach 221 do 263.

## Geneza

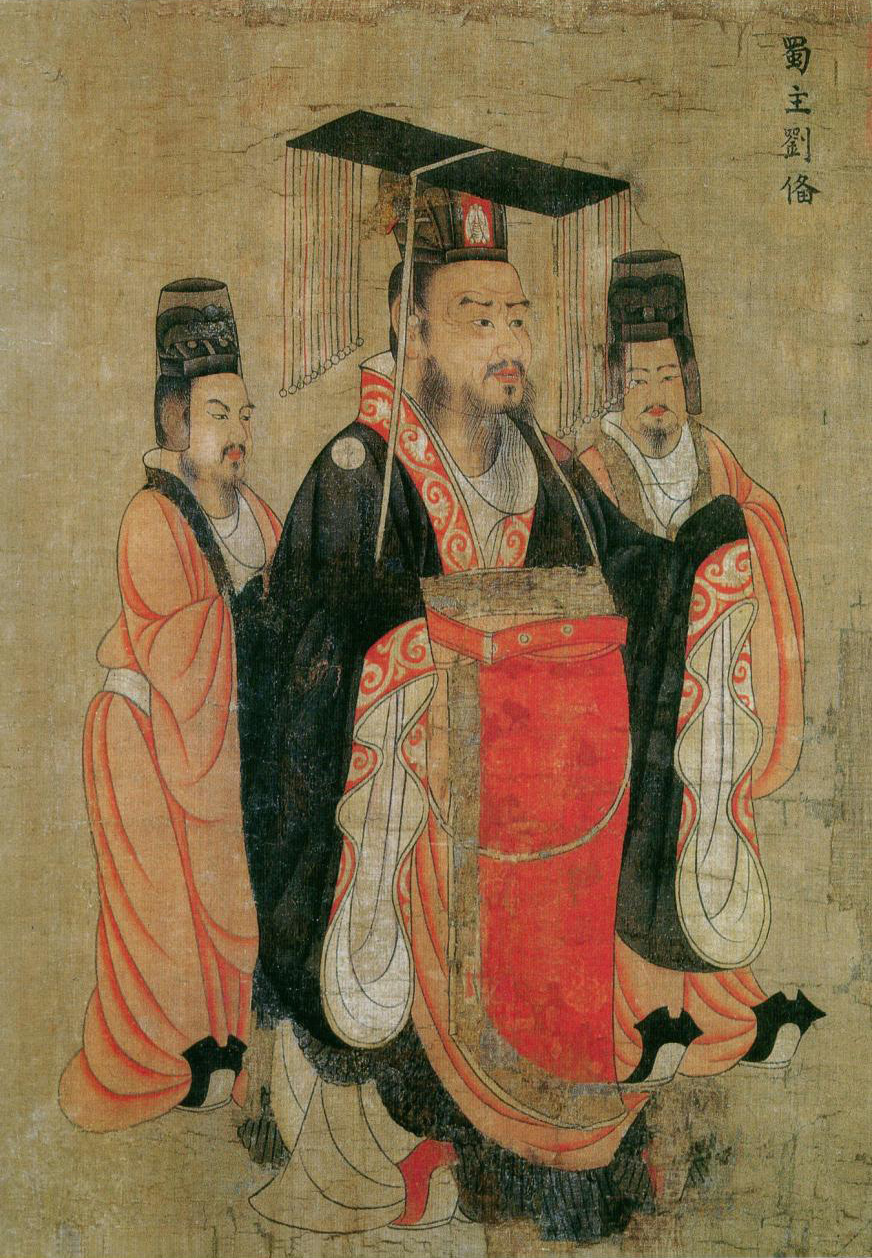
Liu Bei na fragmencie Zwoju Trzynastu Cesarzy Yan Libena (ok. 600–673). Museum of Fine Arts w Bostonie

Faktyczny koniec rządów dynastii Han nastąpił gdy w 189 generał Dong Zhuo zajął Luoyang i zastąpił cesarza Liu Biana (189) jego młodszym bratem Liu Xie (cesarz Xian, 189–220). Chociaż cesarz Xian pozostawał nominalnym władcą imperium, to realna władza przeszła w ręce lokalnych namiestników i dowódców wojskowych. Jednym z dowódców najemników działających w tych niespokojnych czasach był Liu Bei, który uważał się za dalekiego krewnego rodu cesarskiego. Zdobył on sławę w walkach przeciwko Żółtym Turbanom i na służbie kolejnych watażków walczących o schedę po cesarstwie Han. Na początku III wieku Liu Bei znalazł się w służbie Liu Biao, który jako namiestnik prowincji Jing, ze stolicą w Jianglingu, kontrolował znaczną część dorzecza środkowej i górnej Jangcy.
Jesienią 208 Liu Biao zmarł i rządzący na Północy Cao Cao wykorzystał to wydarzenie do przejęcia kontroli nad prowincją Jing, pomimo tego że Liu Bei próbował stawiać mu opór. W tej sytuacji Liu Bei zwrócił się o pomoc do kontrolującego dolną Jangcy Sun Quana i nowi sojusznicy pokonali siły Cao Cao w bitwie o Czerwone Klify. W rezultacie Cao Cao musiał wycofać się na Północ, chociaż zatrzymał Xiangyang, podczas gdy generał Sun Quana, Zhou Yu, zajął Jiangling. Ambitny Liu Bei zmierzał do uzyskania samodzielnej pozycji w nierównym sojuszu z Sun Quanem i w 209 zajął dorzecze rzeki Xiang. Chcąc utrzymać z nim dobre relacje Sun Quan scedował na jego rzecz tereny wokół Jianglingu, podczas gdy sam zatrzymał wschodnią część prowincji Jing.
Kontrolując zachodnie krańce środkowego biegu Jangcy Liu Bei zwrócił teraz uwagę na terytorium na zachód w górę rzeki: prowincję Yi, obejmującą region Syczuanu. Była ona rządzona przez Liu Zhanga, który zaprosił Liu Beia do siebie, chcąc użyć jego oddziałów przeciwko zajmującemu Hanzhong Niebiańskiemu Mistrzowi Zhang Lu oraz lokalnym rebeliantom. Liu Bei wkroczył do prowincji w 211, ale wbrew nadziejom Liu Zhanga odmówił zaatakowania Zhang Lu. Wkrótce wybuchły walki pomiędzy siłami Liu Beia i Liu Zhanga i w 214 ten ostatni został zmuszony do kapitulacji, zaś Liu Bei przejął kontrolę nad równiną Chengdu.
W 215 Liu Bei został zaatakowany przez Sun Quana, ta kampania nie przyniosła jednak zdecydowanego rozstrzygnięcia i dawni sojusznicy ustalili pomiędzy sobą nową granicę na rzece Xiang. W tym samym roku Cao Cao zajął Hanzhong i przyjął kapitulację Zhang Lu, tym samym uzyskując bazę do bezpośredniego ataku na prowincję Yi. Jednak na początku 219 Liu Bei pokonał siły Cao Cao w Hanzhong i zajął to terytorium. Niedługo później generał Liu Beia, Guan Yu, zaatakował siły Cao Cao wzdłuż rzeki Han, oblegając je w Fangchengu. Jednak Sun Quan, który do tej pory uważał Cao Cao za większe zagrożenie, dokonał teraz nagłego zwrotu w swojej polityce i pod koniec 219 wysłał swojego generała Lü Menga przeciwko Jianglingowi. Guan Yu został zabity, a znaczna część jego armii poddała się Lü Mengowi. W rezultacie Liu Bei utracił władzę nad środkowym i górnym biegiem Jangcy wraz z większością prowincji Jing na rzecz Sun Quana.
Na początku 220 Cao Cao zmarł i jego syn i następca, Cao Pi (220–226), zdecydował się na przeprowadzenie abdykacji formalnie nadal panującego cesarza Xiana, którego kontrolował jego ojciec. W dziesiątym miesiącu 220 cesarz Xian zrezygnował z tronu i tym samym panowanie dynastii Han ostatecznie dobiegło końca. Cao Pi przyjął tytuł cesarza Wei, a w następnym roku Liu Bei, po tym jak otrzymał fałszywą wiadomość o śmierci cesarza Xiana, ogłosił się kolejnym cesarzem Han. Sun Quan początkowo uznał roszczenia Cao Pi do tronu i w 221 przyjął od niego tytuł króla (wang) Wu, jednak ostatecznie w 229 proklamował się cesarzem Wu.

## Cesarstwo Shu Han

### Historia

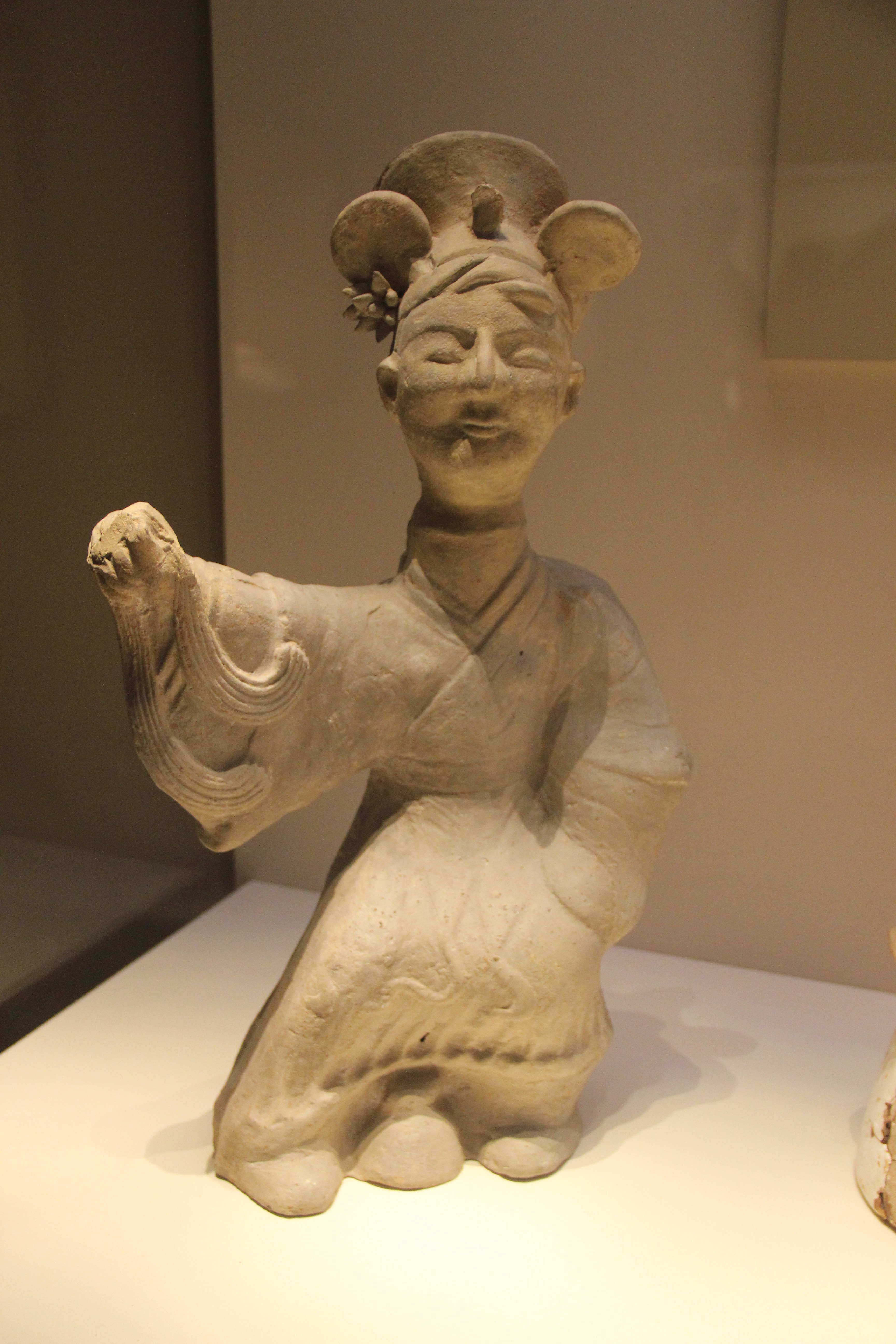
Figurka muzyka. Chińskie Muzeum Narodowe

W 222 Liu Bei zaatakował Sun Quana, szukając zemsty za śmierć Guan Yu i chcąc odzyskać zachodnią część prowincji Jing, został jednak pokonany i zmuszony do odwrotu. W następnym roku zmarł i rządy po nim przejął jego szesnastoletni syn, Liu Shan (223–263), który natychmiast zawarł pokój z Wu. Liu Shan nie interesował się sprawami państwa i faktyczne rządy sprawował regent Zhuge Liang. Po nieudanym ataku Wei w 227 Zhuge Liang przedsięwziął własną ofensywę w regionie Hanzhong, która jednak nie przyniosła istotnych nabytków terytorialnych. Zhuge Liang kontynuował wojnę przeciwko Wei, z ograniczonym powodzeniem, aż do swojej śmierci w 234.
Przez następne 18 lat Shu rządzili głównodowodzący armii Jiang Wan, kierownik cesarskiego Sekretariatu Fei Yi i dowódca gwardii Dong Yun. Śmierć Jiang Wana i Dong Yuna w 246 doprowadziła do wyniesienia Jiang Weia, który w 249 rozpoczął serię kampanii przeciwko Wei. W 253 Jiang Wei zamordował Fei Yi. Jakiś czas później dwór przeszedł pod kontrolę eunucha Huang Hao i formalnie jedynie niższego urzędnika, Chen Zhi, podczas gdy w 256 Jiang Wei został głównodowodzącym armii. Przez cały ten czas cesarz generalnie nie brał udziału w sprawach dworu. W latach 253–258 Jiang Wei przedsięwziął pięć nieudanych kampanii przeciwko Wei. W 258 zlikwidował on posterunki na górskich przełęczach z Hanzhong i w 262 armia Wei dokonała inwazji. W 263 siły Wei dowodzone przez Deng Aia i Zhong Huia pokonały armię Jiang Weia i rozpoczęły niepowstrzymany marsz na Chengdu. Po gorących sporach na dworze Liu Shan skapitulował, zapewniając spokojną starość w pobliżu Luoyangu sobie i swojej rodzinie.

### Administracja, gospodarka, kultura
Shu (nazywane także Shu Han, ponieważ pretendowało do bycia po prostu kontynuacją cesarstwa Han), było najmniejszym z Trzech Królestw, jednak zajmowało żyzny i pełen bogactw naturalnych teren. Za panowania Liu Beia większość wyższych urzędów w Shu sprawowali związani z nim przybysze z zewnątrz, co wywołało znaczny resentyment miejscowych elit. Sytuacja zmieniła się za regencji Zhuge Lianga, który zaczął masowo rekrutować miejscowych uczonych i arystokrację zarówno na stanowiska w administracji, jak i armii. Przez cały czas swojego istnienia administracja Shu Han przypominała jednak bardziej nieco rozbudowaną administracje prowincji, niż cesarską biurokrację. Zarówno Liu Bei, jak i Zhuge Liang zaniedbywali cywilną administrację, ponieważ ich priorytetem było zjednoczenie Chin. Południowy region Nanzhong był pełen lasów i zamieszkiwała go znaczna liczba tubylczych plemion, które Zhuge Liang spacyfikował w trakcie kampanii w 225. Po tym wydarzeniu chociaż lokalni wodzowie utrzymali faktyczną kontrolę nad regionem, to zostali jednocześnie włączeni w ramy państwa Shu, dostarczając mu bitnych wojowników, zaś w zamian otrzymując chińskie tytuły i inne formy gratyfikacji. W 263 Shu Han miało mieć 280 tys. zarejestrowanych domostw z 940 tys. ludzi, z których 40 tys. było zarejestrowanych jako urzędnicy, a 102 tys. jako żołnierze.
Liu Bei potrafił przyciągnąć do siebie wielu utalentowanych ludzi, spośród których na pewno należy wymienić jego żołnierskich towarzyszy, Guan Yu i Zhang Feia, niemniej dołączyło do niego również wielu uczonych. Można wśród nich wyróżnić dwie grupy, a mianowicie tych, którzy przybyli z Liu Beiem z prowincji Jing (zaliczał się do nich sam Zhuge Liang) i praktykowali neotaoizm, oraz drugą grupę, reprezentującą lokalną tradycję Syczuanu. Do tej drugiej grupy należeli Qin Mi (zm. 226) i jego uczeń Qiao Zhou (zm. 270), którzy pozostawili po sobie ważne komentarze klasyków i dzieła historiograficzne. Pomimo ich pierwotnych nadziei, uczeni z otoczenia Liu Beia ostatecznie nie uzyskali żadnych wyższych stanowisk w jego państwie. Dwór Shu Han nie był znany z literatury i z całej ówczesnej twórczości w tej dziedzinie zachował się tylko jeden wiersz shi przypisywany Qin Mi.